# Дубас Василь Іванович
Дубас Василь Іванович («Степовий», «Ясний»; 1911, с. Ожидів Буського р-ну Львівської обл. — 1974) — лицар Бронзового хреста бойової заслуги УПА.

## Життєпис
Народився у сім'ї селян. Освіта — 4 класи народної школи. В період німецької окупації працював поліцейським у с. Пеняки (09.1941-03.1942, 04.1942), м. Броди (03.1942), с. Ясенів (04.-05.1942), с. Станіславчик (05.-07.1942), с. Свірж (08.1942-01.1943, 03.-07.1943, 11.1943), с. Вовків (01.-03.1943) та у м. Перемишляни (11.1943-03.1944) на Львівщині. Навчався у школі поліцейських у Львові (07.-11.1943). На нелегальному становищі з березня 1944 р. Стрілець сотні «Коца» куреня «Яструба» (03.-04.1944), чотовий сотні УПА «Непоборні» куреня «Дружинники» (05.1944-06.1946). Затриманий 21.06.1946 р. під час облави у с. Ожидів. 15.07.1946 р. заарештований Олеським РВ МВС. 9.09.1946 р. засуджений ВТ військ МВС Львівської обл. за ст. 54-1а, 54-11 КК УРСР до 20 років каторжних робіт, позбавлення у правах на 5 років з конфіскацією майна. Звільнений 22.01.1957 р. із Карагандинського ВТТ. Не реабілітований. Старший булавний УПА (?); відзначений Бронзовим хрестом бойової заслуги УПА (5.09.1946).